# بيت كامبوس
بيت كامبوس (بالإنجليزية: Pete Campos)‏ هو سياسي أمريكي، ولد في 1954. حزبياً، نشط في الحزب الديمقراطي. وقد انتخب عضو مجلس ولاية نيومكسيكو.

## وصلات خارجية
- الموقع الرسمي